# Paranothrotes
Paranothrotes is een geslacht van rechtvleugeligen uit de familie Pamphagidae. De wetenschappelijke naam van dit geslacht is voor het eerst geldig gepubliceerd in 1951 door Mishchenko.

## Soorten
Het geslacht Paranothrotes omvat de volgende soorten:
- Paranothrotes asulcatus Demirsoy, 1973
- Paranothrotes citimus Mishchenko, 1951
- Paranothrotes demawendi Ramme, 1951
- Paranothrotes diamesus Bey-Bienko, 1957
- Paranothrotes elbursianus Ramme, 1951
- Paranothrotes eximius Mishchenko, 1951
- Paranothrotes gotvendicus Bolívar, 1912
- Paranothrotes iranicus Ramme, 1939
- Paranothrotes kosswigi Demirsoy, 1973
- Paranothrotes levis Mishchenko, 1951
- Paranothrotes ocellatus Mishchenko, 1951
- Paranothrotes opacus Brunner von Wattenwyl, 1882
- Paranothrotes rammei Özdikmen, 2010
- Paranothrotes tenuicornis Mishchenko, 1951